# قاعدة (عمارة)

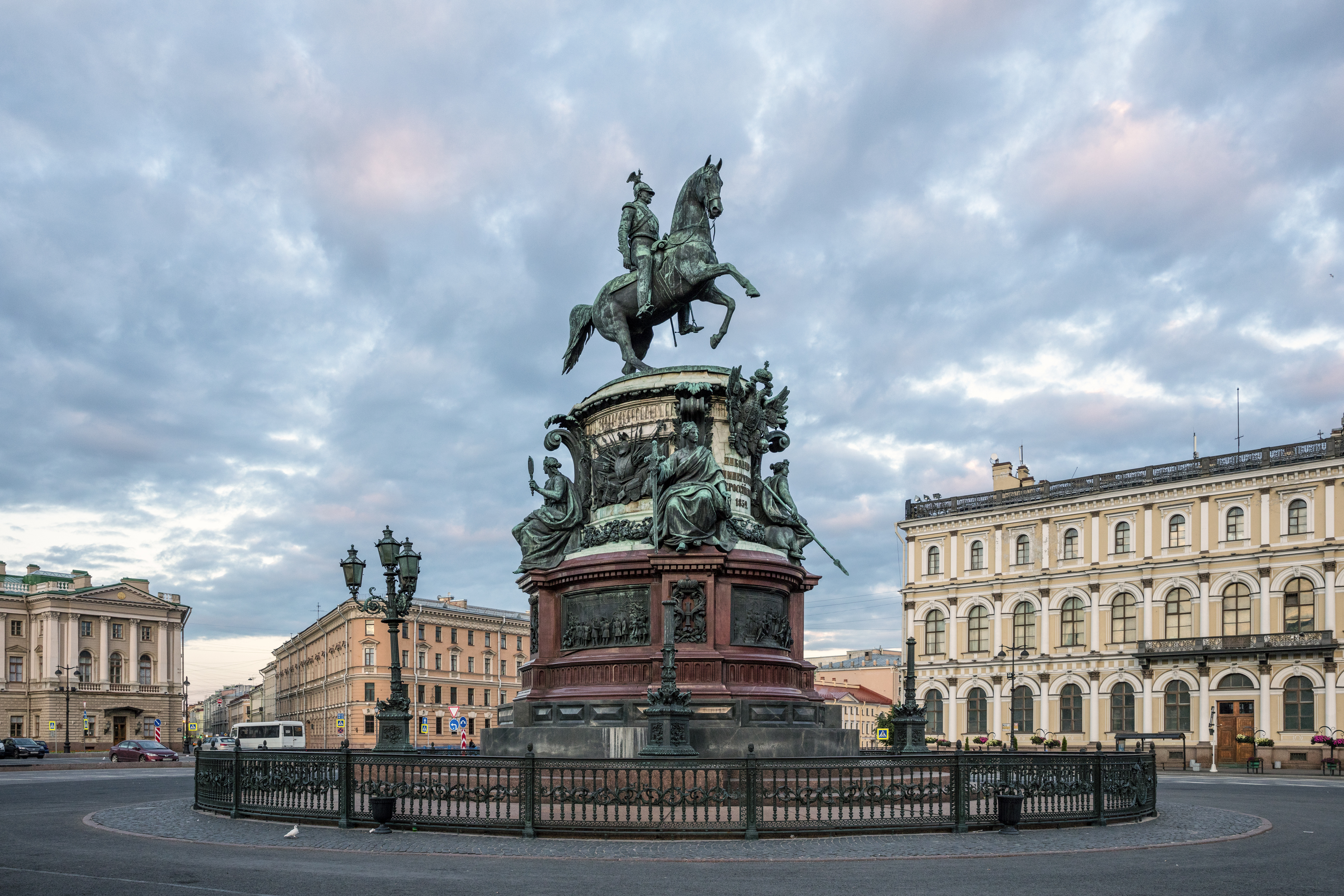

قاعدة التمثال أو قاعدة العمود أو الركيزة[بحاجة لمصدر] هي دعامة أسفل تمثال أو مزهرية أو عمود أو مذبح. الركائز الأصغر ، خاصة إذا كانت مستديرة الشكل ، يمكن أن تسمى القمم. في الهندسة المدنية ، يطلق عليه أيضًا الطابق السفلي . عادة ما يتم الاحتفاظ بالحد الأدنى لارتفاع القاعدة 45 سم (للمباني)  . ينقل الأحمال من البنية الفوقية إلى البنية التحتية ويعمل كجدار احتياطي للحشو داخل القاعدة أو الأرضية المرتفعة.